# キャンディス・スワンポール
キャンディス・スワンポール（Candice Swanepoel、1988年10月20日 - ）は、南アフリカ共和国出身の女性ファッションモデル。英語などではキャンディス・スワネポールとなる。
ヴィクトリアズ・シークレットの仕事から著名。ヴィクトリアズ・シークレット・エンジェルズ。
ほか、ヴェルサーチやトム・フォードなどのファッションブランドのイメージモデル、ジバンシイやフェンディなどのファッションブランドのショー、ならびに『ヴォーグ』や『エル』などの雑誌の表紙への登場など様々な仕事をこなしてきた。

## 来歴
南アフリカ共和国のクワズール・ナタール州に出生。15歳の時、ダーバンの蚤の市でモデルのスカウトによって見い出された。16歳で、一日の働きにして40,000南アフリカランドもしくは5,000ユーロを得ていた。
ナイキ、ヴェルサーチ、ディーゼル、ゲス、トミーヒルフィガー、トム・フォードの広告や、ヴォーグ、ELLE、GQ、ハーパース・バザー、オーシャン・ドライヴ米国版などの表紙に登場。2007年、2008年、2009年、2010年、2011年のヴィクトリアズ・シークレットを始めとして、シャネル、ドルチェ&ガッバーナ、フェンディ、ジバンシィ、ベッツィ・ジョンソン、ダイアン・フォン・ファステンバーグ、ジャン＝ポール・ゴルチエなどその他数多くのデザイナーのファッションショーの舞台を歩いた。
2009年、スワンポールは、ヴィクトリアズ・シークレット・エンジェルスの一員となる。ヴィクトリアズ・シークレットのランジェリーブランドのコマーシャルへの登場に加え、ロージー・ハンティントン＝ホワイトリー、リンジー・エリンソン、エリン・ヘザートンとともにヴィクトリアズ・シークレット 2010年スイムカタログにおける注目すべきモデルとなった。2010年8月12日、スワンポールはカナダで初となるヴィクトリアズ・シークレットの公式小売店がエドモントンのウェスト・エドモントン・モールで開店した際、テープカットに駆けつけた。2011年、毎年恒例となるFHM誌の世界における最もセクシーな女性100人で投票の結果第61位に選ばれた 。またヴォーグイタリア版の表紙を飾った。
2010年から2011年の間にかけての推定収入は約300万ドルであり、経済誌フォーブスによる「世界のトップ収入モデル」のリストにおいて第10位に初登場している。

## 私生活
アフリカーンス語とポルトガル語を流暢に操る。ブラジル人のモデルであるヘルマン・ニコリ (Hermann Nicoli) とパリで出会った17歳の頃から交際している。2015年8月、2人は婚約を発表。2016年3月、妊娠3ヶ月である事がわかった。同じくヴィクトリアズ・シークレットのエンジェルにあたるベハティ・プリンスルーやロージー・ハンティントン＝ホワイトリーと仲がよい。両方にニップルピアスがある。また「2014年iCloudからの著名人プライベート写真大量流出事件」の被害者の一人に挙げられた。